# Нови Зеланд на Летњим олимпијским играма 2016.
Нови Зеланд је учествовао на Летњим олимпијским играма 2016. које су одржане у Рио де Жанеиру у Бразилу од 5. до 21. августа 2016. године. Олимпијски комитет Новог Зеланда послао је 199 квалификованих спортиста у двадесет спортова. Освојено је осамнаест медаља од тога четири златне. По четири медање освојене су у атлетици и једрењу, три у веслању и кајаку, а по једна у бициклизму, голфу, рагбију седам и стрељаштву.

## Освајачи медаља

### Злато
- Хемиш Бонд, Ерик Мареј — Веслање, двојац без кормилара
- Махе Драјсдејл — Веслање, скиф
- Лиза Керингтон — Кајак и кану, К-1 200 м
- Питер Берлинг, Блер Тјук — Једрење, класа 49ер

### Сребро
- Натали Руни — Стрељаштво, трап
- Шакира Бејкер, Кели Брејзија, Гејл Бротон, Тереза Фицпатрик, Сара Гос, Хуриана Мануел, Кајла Макалистер, Тајла Натан-Вонг, Терина Те Тамаки, Руби Туи, Ниал Вилијамс, Портија Вудман — Рагби седам, женска репрезентација
- Лука Џонс — Кајак и кану, К-1
- Еди Доукинс, Итан Митчел, Сем Вебстер — Бициклизам, спринт екипно
- Валери Адамс — Атлетика, бацање кугле
- Женевјев Берент, Ребека Скоун — Веслање, двојац без кормилара
- Џо Алех, Поли Поури — Једрење, класа 470
- Алекс Мелоуни, Моли Мич — Једрење, класа 49ерФХ
- Лидија Ко — Голф, појединачно

### Бронза
- Сем Мич — Једрење, ласер
- Лиза Керингтон — Кајак и кану, К-1 500 м
- Томас Волш — Атлетика, бацање кугле
- Елиза Макартни — Атлетика, скок мотком
- Ник Вилис — Атлетика, 1500 м

## Учесници по спортовима
| Спорт          | Мушкарци | Жене | Укупно |
| -------------- | -------- | ---- | ------ |
| Атлетика       | 8        | 6    | 14     |
| Бициклизам     | 12       | 8    | 20     |
| Веслање        | 22       | 14   | 36     |
| Гимнастика     | 2        | 1    | 3      |
| Голф           | 2        | 1    | 3      |
| Дизање тегова  | 1        | 1    | 2      |
| Једрење        | 7        | 5    | 12     |
| Кајак и кану   | 2        | 6    | 8      |
| Коњички спорт  | 3        | 2    | 5      |
| Пливање        | 6        | 3    | 9      |
| Рагби седам    | 12       | 12   | 24     |
| Рвање          | 1        | 0    | 1      |
| Скокови у воду | 0        | 1    | 1      |
| Стрељаштво     | 1        | 2    | 3      |
| Теквондо       | 0        | 1    | 1      |
| Тенис          | 2        | 0    | 2      |
| Триатлон       | 2        | 2    | 4      |
| Фудбал         | 0        | 18   | 18     |
| Хокеј на трави | 16       | 16   | 32     |
| Џудо           | 1        | 0    | 1      |
| 20 спортова    | 99       | 100  | 199    |